# Staffel (Lautertal)
Staffel ist ein Ortsteil der Gemeinde Lautertal (Odenwald) im südhessischen Landkreis Bergstraße.

## Geographie
Staffel liegt ca. 9 km nordöstlich von Bensheim und 3,4 km nördlich der Gemeindeverwaltung Reichenbach im Vorderen Odenwald. Er liegt in einem kleinen westlichen Seitental des Wurzelbachs, der bei Hoxhohl in die Modau mündet. Das Gebiet des Ortsteils besteht aus der im Norden des Gemeindegebiets liegenden Gemarkung Staffel mit einer Fläche von 112 Hektar, davon sind 12 Hektar Wald. Die Gemarkung reicht im Westen bis zu dem Höhenzug, über den der als Hutzelstraße bekannte Höhenweg vom Staffeler Kreuz nach Norden bis Frankenhausen führt. Westlich der Hutzelstraße liegen zwei einzelne Gehöfte: der Krämerhof am Staffeler Kreuz und nördlich davon der Hof Kohlwiese. Die Ortslage befindet sich auf 344 bis 375 m ü. NHN und der höchste Punkt der Gemarkung liegt bei etwa 440 Meter an der nordwestlich Gemarkungsgrenze.
Die nächstgelegenen Ortschaften sind im Süden Reichenbach, im Südwesten Balkhausen, im Nordwesten Stettbach und Steigerts, im Norden Ober-Beerbach, im Nordosten Allertshofen, im Osten Schmal-Beerbach und im Südosten Beedenkirchen. Durch den Ort verläuft die Landesstraße L 3101, die in Hoxhohl von der L 3399 nach Westen abzweigt und über Allershofen und Schmal-Beerbach nach Staffel und weiter nach Balkhausen verläuft, wo sie auf die L 3103 trifft.

## Geschichte

### Ortsgeschichte
Der älteste erhalten gebliebene urkundliche Nachweis belegt das Bestehen des Ortes Staffeln spätestens seit dem Jahr 1400. Ursprünglich war Staffel ein reines Bauerndorf mit etwa 10 Gehöften. Der Name bedeutet eigentlich Treppe und weist auf die abgestufte Lage der in Hanglage verstreut liegenden Höfe hin.
Staffel gehörte zum Amt Seeheim und Tannenberg der Grafschaft Erbach. Das Amt wurde 1714 an die Landgrafschaft Hessen-Darmstadt verkauft.
Bei der Trennung der Rechtsprechung von der Verwaltung 1821 ging die erstinstanzliche Rechtsprechung in Staffel auf das neu eingerichtete Landgericht Zwingenberg über, ab 1879 war das Amtsgericht Zwingenberg zuständig, das 1934 aufgelöst wurde. Seitdem ist das Amtsgericht Bensheim zuständig.
Die Statistisch-topographisch-historische Beschreibung des Großherzogthums Hessen berichtet 1829 über Staffel:

„Staffel (L. Bez. Bensheim) luth. Filialdorf; liegt 2 3⁄4 St. von Bensheim, hat 11 Häuser und 79 luth. Einwohner. Der Ort war ein Zugehör des Schosses Darberg, kam nachher an die Grafen von Erbach und 1714 durch Kauf an Hessen.“

Staffel ließ sich im Zuge der Gebietsreform in Hessen Anfang 1970 freiwillig nach Beedenkirchen eingliedern und wurde mit diesem zusammen am 31. Dezember 1971 Ortsteil der Gemeinde Lautertal. Seitdem gehört Staffel zum Ortsbezirk Beedenkirchen und zum dortigen Ortsbeirat.

### Verwaltungsgeschichte im Überblick
Die folgende Liste zeigt die Staaten und Verwaltungseinheiten, denen Staffel angehört(e):
- vor 1714: Heiliges Römisches Reich, Grafschaft Erbach, Amt Seeheim und Tannenberg
- ab 1714: Heiliges Römisches Reich, Landgrafschaft Hessen-Darmstadt (durch Kauf), Obergrafschaft Katzenelnbogen, Amt Seeheim und Tannenberg
- ab 1803: Heiliges Römisches Reich, Landgrafschaft Hessen-Darmstadt, Fürstentum Starkenburg, Amt Seeheim und Tannenberg
- ab 1806: Großherzogtum Hessen[Anm. 2], Fürstentum Starkenburg, Amt Seeheim[12]
- ab 1815: Großherzogtum Hessen, Provinz Starkenburg, Amt Seeheim
- ab 1821: Großherzogtum Hessen, Provinz Starkenburg, Landratsbezirk Bensheim[Anm. 3]
- ab 1832: Großherzogtum Hessen, Provinz Starkenburg, Kreis Bensheim
- ab 1848: Großherzogtum Hessen, Regierungsbezirk Dieburg
- ab 1852: Großherzogtum Hessen, Provinz Starkenburg, Kreis Bensheim
- ab 1871: Deutsches Reich,[Anm. 4] Großherzogtum Hessen, Provinz Starkenburg, Kreis Bensheim
- ab 1918: Deutsches Reich, Volksstaat Hessen,[Anm. 5] Provinz Starkenburg, Kreis Bensheim
- ab 1938: Deutsches Reich, Volksstaat Hessen, Landkreis Darmstadt[13][Anm. 6]
- ab 1945: Deutsches Reich, Amerikanische Besatzungszone,[Anm. 7] Groß-Hessen, Regierungsbezirk Darmstadt, Landkreis Darmstadt
- ab 1946: Deutsches Reich, Amerikanische Besatzungszone, Hessen, Regierungsbezirk Darmstadt, Landkreis Darmstadt
- ab 1949: Bundesrepublik Deutschland, Hessen, Regierungsbezirk Darmstadt, Landkreis Darmstadt
- ab 1970: Bundesrepublik Deutschland, Hessen, Regierungsbezirk Darmstadt, Landkreis Darmstadt, Gemeinde Beedenkirchen
- ab 1972: Bundesrepublik Deutschland, Hessen, Regierungsbezirk Darmstadt, Landkreis Darmstadt-Dieburg, Gemeinde Lautertal

## Bevölkerung
Einwohnerstruktur 2011
Nach den Erhebungen des Zensus 2011 lebten am Stichtag dem 9. Mai 2011 in Staffel 87 Einwohner. Darunter waren 3 (3,4 %) Ausländer. Nach dem Lebensalter waren 9 Einwohner unter 18 Jahren, 33 zwischen 18 und 49, 27 zwischen 50 und 64 und 21 Einwohner waren älter. Die Einwohner lebten in 36 Haushalten. Davon waren 6 Singlehaushalte, 12 Paare ohne Kinder und 12 Paare mit Kindern, sowie 3 Alleinerziehende und keine Wohngemeinschaften. In 3 Haushalten lebten ausschließlich Senioren und in 21 Haushaltungen lebten keine Senioren.
Einwohnerentwicklung
- 1629: 11 Häuser, 79 Einwohner

| Staffel: Einwohnerzahlen von 1829 bis 2022 | Staffel: Einwohnerzahlen von 1829 bis 2022 | Staffel: Einwohnerzahlen von 1829 bis 2022 | Staffel: Einwohnerzahlen von 1829 bis 2022 | Staffel: Einwohnerzahlen von 1829 bis 2022 |
| --- | ------------------------------------------ | ------------------------------------------ | ------------------------------------------ | ------------------------------------------ |
| Jahr |                                            |                                            |                                            | Einwohner                                  |
| 1829 | 1829                                       |                                            | 79                                         | 79                                         |
| 1834 | 1834                                       |                                            | 69                                         | 69                                         |
| 1840 | 1840                                       |                                            | 62                                         | 62                                         |
| 1846 | 1846                                       |                                            | 80                                         | 80                                         |
| 1852 | 1852                                       |                                            | 59                                         | 59                                         |
| 1858 | 1858                                       |                                            | 47                                         | 47                                         |
| 1864 | 1864                                       |                                            | 50                                         | 50                                         |
| 1871 | 1871                                       |                                            | 51                                         | 51                                         |
| 1875 | 1875                                       |                                            | 49                                         | 49                                         |
| 1885 | 1885                                       |                                            | 70                                         | 70                                         |
| 1895 | 1895                                       |                                            | 63                                         | 63                                         |
| 1905 | 1905                                       |                                            | 64                                         | 64                                         |
| 1910 | 1910                                       |                                            | 65                                         | 65                                         |
| 1925 | 1925                                       |                                            | 60                                         | 60                                         |
| 1939 | 1939                                       |                                            | 47                                         | 47                                         |
| 1946 | 1946                                       |                                            | 60                                         | 60                                         |
| 1950 | 1950                                       |                                            | 67                                         | 67                                         |
| 1956 | 1956                                       |                                            | 50                                         | 50                                         |
| 1961 | 1961                                       |                                            | 54                                         | 54                                         |
| 1967 | 1967                                       |                                            | 65                                         | 65                                         |
| 1970 | 1970                                       |                                            | 62                                         | 62                                         |
| 1980 | 1980                                       |                                            | ?                                          | ?                                          |
| 1990 | 1990                                       |                                            | ?                                          | ?                                          |
| 2000 | 2000                                       |                                            | ?                                          | ?                                          |
| 2011 | 2011                                       |                                            | 87                                         | 87                                         |
| 2013 | 2013                                       |                                            | 106                                        | 106                                        |
| 2022 | 2022                                       |                                            | 116                                        | 116                                        |
| Datenquelle: Historisches Gemeindeverzeichnis für Hessen: Die Bevölkerung der Gemeinden 1834 bis 1967. Wiesbaden: Hessisches Statistisches Landesamt, 1968. Weitere Quellen: LAGIS; Zensus 2011; Gemeinde Lautertal |                                            |                                            |                                            |                                            |

Historische Religionszugehörigkeit
| • 1829: | 79 evangelisch-lutherische (= 100 %) Einwohner                                |
| • 1961: | 41 evangelische (= 75,93 %), 13 evangelisch-reformierte (= 24,07 %) Einwohner |

## Politik
Der Ortsteil Staffel bildet mit den Ortsteilen Beedenkirchen, Schmal-Beerbach und Wurzelbach einen Ortsbezirk. Zu Details siehe Politik Beedenkirchen.

## Verkehr
Für den überörtlichen Verkehr ist Staffel durch die Landesstraße 3101 erschlossen, die über das Staffeler Kreuz Balkhausen mit Hoxhohl verbindet. In Wurzelbach kreuzt sie die L 3098, die eine Verbindung zum Hauptort Reichenbach ins Tal der Lauter schafft und dort in die als Nibelungenstraße bekannte Bundesstraße 47 einmündet.